# Fakebook
För musikalbum med Yo la Tengo, se Fakebook (album)
En fakebook är en instruktionsbok för musiker avsedd att snabbt hjälpa en uppträdande att lära sig nya melodier. Den består numera av en samling musikala leadsheet, där varje låt beskrivs med melodi, grundläggande ackordanalys och sångtext – minimi-information som en musiker behöver för att göra ett ”impromptu”-arrangemang av en låt, eller att "fejka den".
Fakeboken är en central del av kulturen kring att framföra musik inför publik, speciellt inom jazzen, där improvisation är särskilt uppskattad. Den har sin bakgrund i många amatörmusikers oförmåga att läsa noter och möjligheten att framföra musik efter en enkel standardiserad ackordanalys, där melodi och andra stämmor tas ut genom att lyssna och härma från skivinspelningar.
Även om tryckta fakeböcker avsåg att ersätta tryckta orkesterarrangemang med stämmor i notskrift, är de inte tänkta för nybörjare. Läsaren måste följa och tolka den knappa notationen och förväntas ha god kännedom om ackord och elementa om partitur. Fakeböcker kan ändå vara en snabb väg till att kunna spela låtar hjälpligt; några få ackord och melodiföljder av enstaka noter kan få även en amatör att med måttlig möda prestera godtagbara versioner.
Namnet till trots är fakeböcker oftast obundna lösbladssystem av en mer eller mindre tjock bunt papper, beroende på den egna repertoarens omfång.

## Historik
Ursprungligen fanns inte vedertagna standardversioner av blues- och jazzmelodier utan kända inspelningar med genomtänkta arrangemang och skickliga solon av professionella orkestrar blev andras förebild och man transkriberade innehållet efter gehör och egen förmåga. Enskilda musikers handskrivna anteckningar för eget bruk och jam-sessions kopierades och spriddes efter hand. Det var ofta halvdant och inte bästa musikaliska kvalitet. Musikerns egen skicklighet fick avgöra hur väl det kom ut.

### Handskrivna harmoniböcker
Möjligheten att på egen hand och tillsammans spela populärmusik efter ackordanalys och gehör gav upphov till den enkla ”harmonibok” med tonvikt på ackordföljderna, som varje skolbandsmusiker höll sig med från 1940-talet och som fortfarande används av amatörmusiker.
Harmoniboken använder en musiknotation där ackordsymboler (till exempel Am7) används för att beteckna harmonier. Dessa kan sedan kombineras för att notera harmoniska följder. Ackordanalys ersätter helt ackompanjemangsnoter för instrument som gitarr, bas och piano och ger tillräcklig vägledning vid jazzimprovisation, eftersom varje ackord baseras på en eller flera modala skalor. Ackordanalysen ger musikern större frihet än vad noter medger. Rytmen anges inte explicit, men markeras med utsatta taktstreck mellan ackordsymbolerna, så att den som skall spela efter ackordanalysen vet hur många ackord som skall spelas under en takt.
Ett modernt enkelt harmonihäfte som tryckt variant i pocketboksformat för relativa nybörjare är en tysk utgåva, som kommer med de 30 låtarna i en kassettinspelning av Holger Claussen. Den innehåller även grepptabeller för gitarr. Förlaget har två andra utgåvor på samma idé för rock- respektive folkmusik.

### Tryckta versioner
En föregångare till dagens tryckta fakeböcker skapades i USA 1942 när George Goodwin, en radiostationsdirektör, släppte sina första Tune-Dex kort.  Tryckta på 3"x5" kort som hade samma storlek som bibliotekens katalogkort, erbjöd Goodwin text, melodi och ackordsymboler plus copyright information. Ackordsymbolerna skrevs över sångtexten och notsystemet för att ange den ungefärliga rytmen.
  Goodwin försåg också professionella musiker med kort fram till 1963, när hälsan tvingade honom dra sig tillbaka.  Enligt Barry Kernfeld's bok, "The Story of Fake Books", duplicerade gangstrar på 1950-talet Tune-Dex informationen till inbundna fake böcker för priser mellan 10 och 25 USD.
I åratal kallades "standard"fakeböckerna på engelska helt enkelt "The Fake Books." Alla bestod av illegalt tryckta låtar, vilket inte inbringade några royalties till copyrightägarna. 1964 noterade FBI:s Cleveland, OH-kontoret att "practically every professional musician in the country owns at least one of these fake music books as they constitute probably the single most useful document available.".
De första två volymerna, Fake Book Volume 1 och Fake Book Volume 2, utgivna på sena 1940-talet till 1950-talet, innehöll tillsammans omkring 2 000 låtar från förra sekelskiftet till sent 1950-tal. På 1950-talet gavs Modern Jazz Fake Book, Volumes 1 and 2 ut och Fake Book Volume 3, med omkring 500 låtar, kom ut 1961.
Musiken i Fake Books 1, 2 och 3 var fotokopierad eller satt med musikskrivmaskin från originalpartiturets melodislingor. Vanligtvis var ackordsymboler, titlar, namn på kompositörer och sångtexter maskinskrivna. För ett antal sånger var de dock alla fotokopierade tillsammans med melodislingan.
Ackordväxlingarna i dessa böcker var allmänt kända för felaktigheter. De flesta baserades på gitarr- och ukuleleackord som var vanliga i tidiga partitur, vilka ofta inte innehöll harmoniernas grundton. Att således med framgång använda dessa Fake Books krävde jazzmusikers expertis och andra tränade på funktionell harmoni för att återtolka ackordsymbolerna.
De tre Fake Book hade utförlig innehållsförteckning och var ordnade såväl alfabetiskt som efter musikgenre och eventuell Broadwayshow. Fastän låtarna i Fake Books var illegalt sammanställda, så hade skaparna tryckt copyright information under varje melodi — kanske för att ge det falska intrycket att Fake Books var lagliga.
Modern Jazz Fake Book var uppdelad i två sektioner med separata innehållsförteckningar för Volume One respektive Volume Two. Musiken transkriberades för hand från inspelningar och varje transkription inkluderade namn på artisten, skivmärke och katalognummer. Olikt dagens “fake”- och "real"-böcker som har "jazz” i titeln, så innehöll Modern Jazz Fake Book inga  "standards", utan bara originallåtar skrivna och inspelade av jazzmusiker.
Alla dessa böcker är sedan länge slut på förlagen. 

### The Real Book
”The Real Book” är en samling av transkriberade jazzkompositioner, som även kom att gå under beteckningen Jazzbibeln. Den kan visserligen syfta på en godtycklig populär jazz fake book, men avser främst Volume 1 av en halvt ”underground” serie, transkriberad och kollad av studenter på Berklee College of Music under 1970-talet.
The Real Book publicerades under skolåret 1974–1975, the Berklee College of Music i Boston, där man hävdade att alla problem med skral design och arr var fixade. Den var tyvärr fortfarande fylld med fel, vilka dock så småningom korrigerades av generationers spelande. Steve Swallow, som föreläste på Berklee vid den tiden, sa att studenterna som redigerade boken avsåg "att göra en bok som innehöll en hippare och mer tidsenlig repertoar."  Den blev extremt populär och gav i sin tur upphov till ett antal "fejkade Real Books". 
Fakeböcker inkräktade från början på copyright och de cirkulerade främst underground. Först 2005 erhöll världens största förläggare av tryckt musik, Hal Leonard corporation, rättigheterna till de flesta låtar i originalversionen av Real Book och kunde publicera den första helt lagliga upplagan, Real Book Sixth Edition. Man kallade den för 6:e upplagan som tyst erkännande av de fem föregående illegala versionerna. Omslaget och plastspiral-bindningen är identiska med den “gamla” Real Book och teckensnittet erinrar klart om originalens handskrivna men med förbättrad läsbarhet, inklusive förbättringar och rättelser. 

#### Andra Real Books
The New Real Book, också i tre volymer, publicerade av Sher Music Co., är en annan laglig och överkomligt modernt alternativ. Samlingen av melodier i den avviker från den ursprungliga Real Book, men utgåvan flera av samma låtar i ny transkription och annan notation.
Ett par ytterligare musikförlag har kallat sina alster för Real Book - däribland trycker Associated Board of the Royal Schools of Music The AB Real Book. Warner Bros. Music ha tre stycken real books.  

### Eftermäle
Antingen det handlar om den äldre "illegala" utgåvan eller den nyare, Hal Leonards "nästan lagliga" utgåva, så har åtminstone en kopia av The Real Book blivit en oundgänglig resurs för alla aspirerande och aktiva jazzmusiker. Musiker finner det praktiskt att arbeta från boken, eftersom den kommer i skilda utgåvor för att passa instrument stämda i Bb, Eb, C och en basklavsupplaga. Utgåvorna är identiskt paginerade, så en orkesterledare kan bokstavligen ropa ut sidnummer. Det finns också en datorversion, "The RealBookSoftware", liksom en app, Fakebook Pro.
Steinbergs "Cubase" är ett datorprogram för att producera och spela in musik. Mjukvaran Cubase för musik-sequencer har "Real Book" som ett val i Page Mode Setting, vilket medför att klaven och fasta förtecken endast visas en gång vid sidans topp på partituret, på samma sätt som i en fakebok.